# Institute for Advanced Study

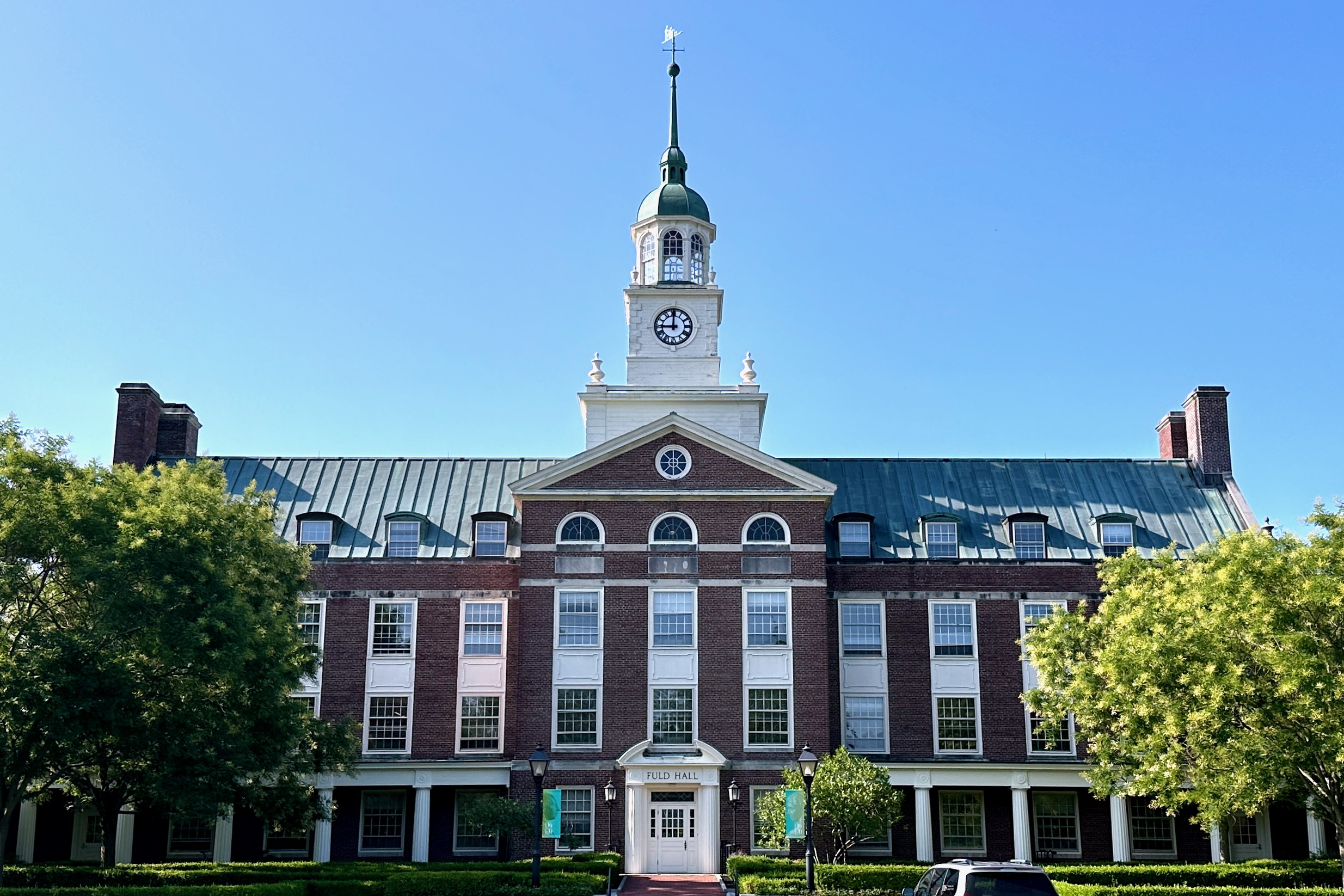
Fuld Hall

Het Institute for Advanced Study, gevestigd in Princeton, New Jersey, Verenigde Staten, is een centrum voor theoretisch onderzoek. Het Instituut is misschien wel het bekendst als de academische thuisbasis van Albert Einstein, John von Neumann en Kurt Gödel, na hun emigratie naar de Verenigde Staten. Andere beroemde geleerden die aan het instituut hebben gewerkt zijn onder meer J. Robert Oppenheimer, Freeman Dyson, George Kennan, Hermann Weyl, William Heckscher en de Nederlandse kunsthistoricus Jan Gerrit van Gelder. Van 2012 tot 2022 was de Nederlandse natuurkundige en politicus Robbert Dijkgraaf directeur. Er zijn inmiddels meerdere Institutes of Advanced Study, die op een vergelijkbaar model zijn gebaseerd.
Het instituut heeft geen formele banden met de Princeton Universiteit of andere onderwijsinstellingen. Sinds de oprichting van het instituut zijn er echter nauwe informele banden. Het instituut werd in 1930 opgericht door de filantropen Louis Bamberger en Caroline Bamberger Fuld; de eerste directeur was Abraham Flexner. 
Het instituut is verdeeld in vier scholen: Historische Studies, Wiskunde, Natuurwetenschappen en Sociale Wetenschappen, met een meer recent programma in de systeembiologie. Er zijn 27 permanente leden van de wetenschappelijke staf, die geen bestuurs- of onderwijsverplichtingen hebben. Er worden elk jaar tijdelijke posities beschikbaar gesteld voor 190 bezoekende leden, die van meer dan 100 universiteiten en onderzoeksinstellingen komen.